# Moliceiro

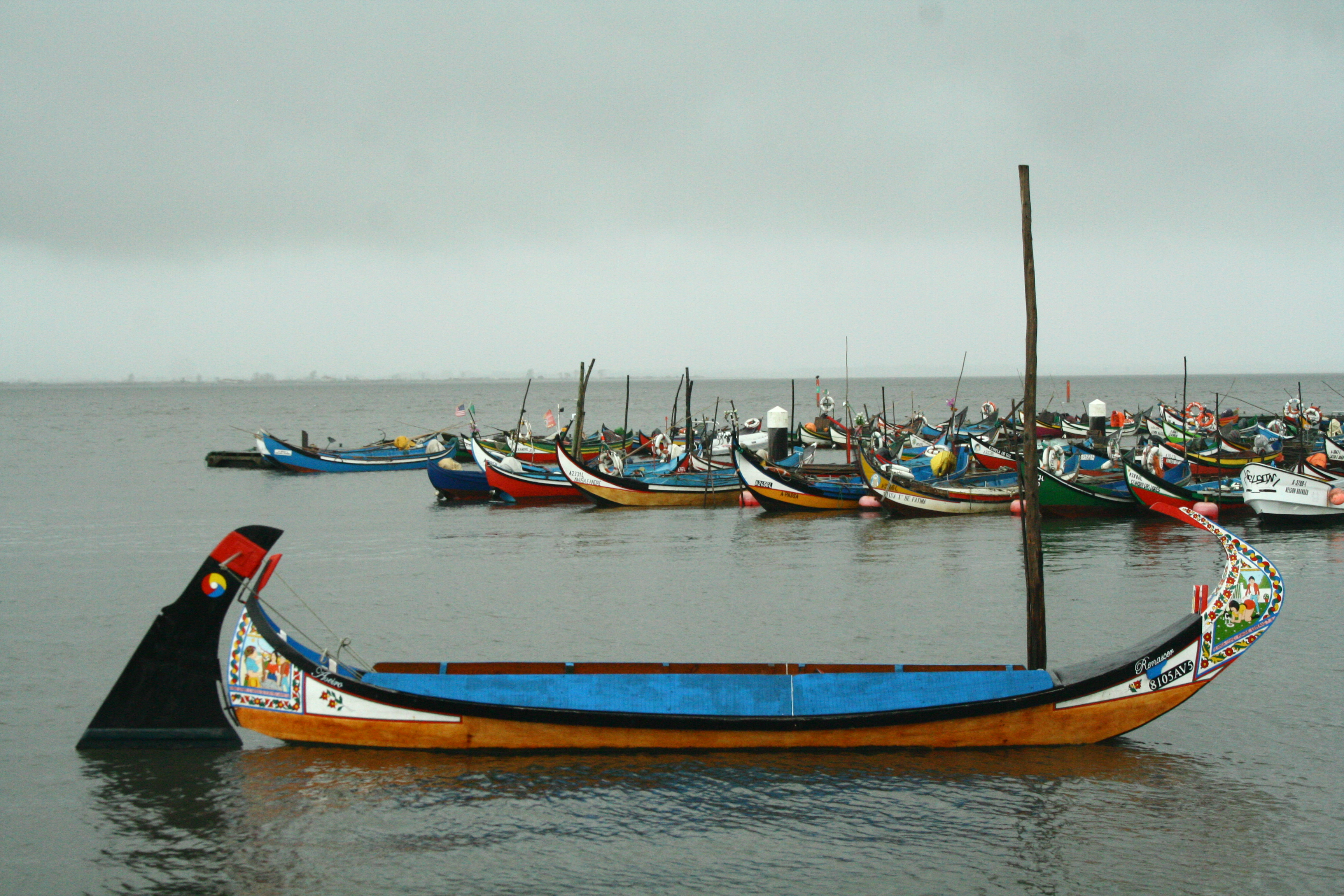
Moliceiro's in Torreira

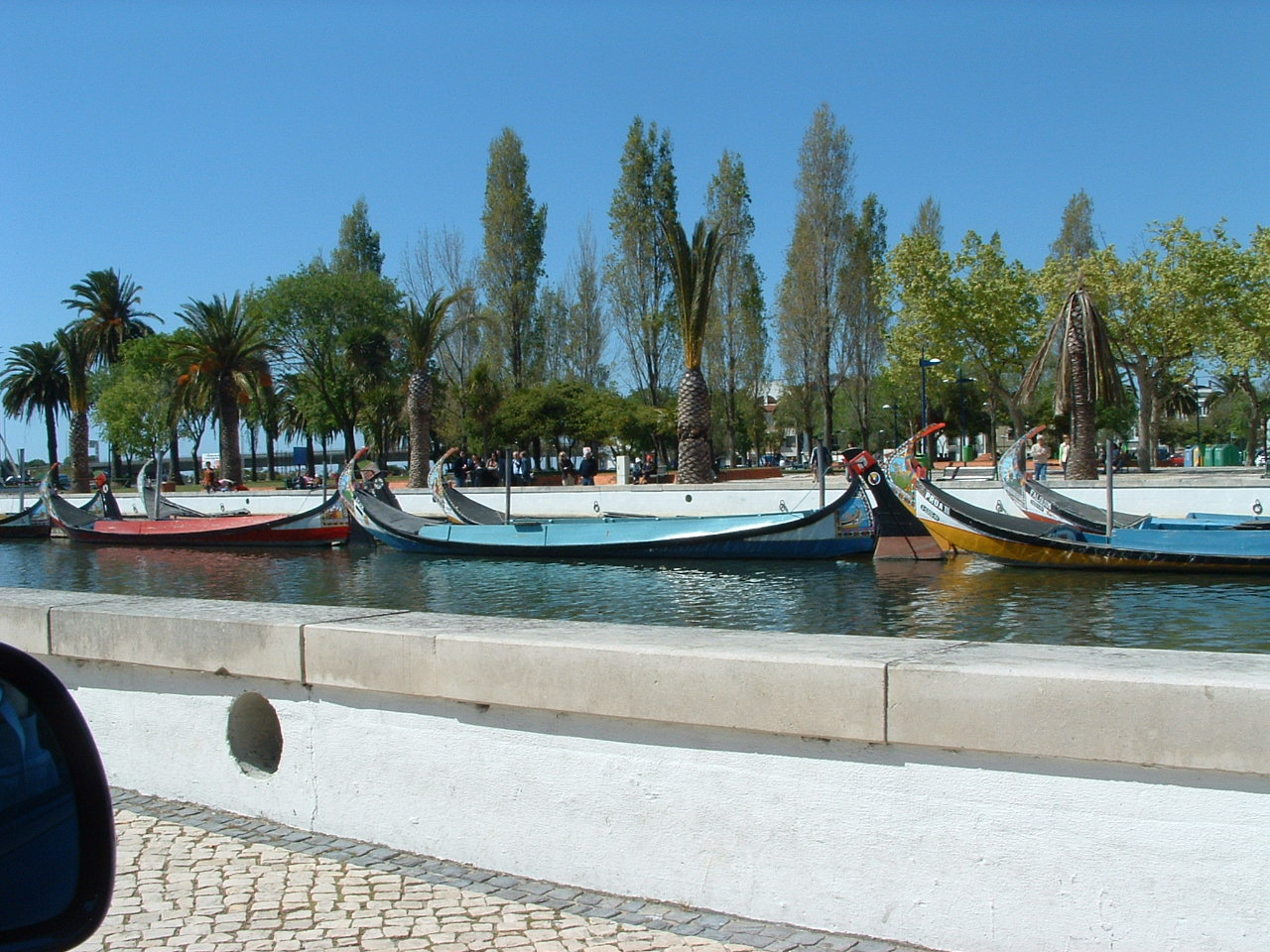
Moliceiro's in Aveiro

Een moliceiro is een Portugese platbodem binnenvaartschip.
Het schip is genoemd naar het woord molico, wat zeewier betekent. Men gebruikte ze veel voor het verzamelen van zeewier. Ze hebben geen kiel, wel een hoge boeg in de vorm van een zwanenhals. De hoog op gekrulde voorsteven is bont beschilderd.
De meeste moliceiro's zijn rond 7,5 meter lang, 1,8 meter breed, en hebben een diepgang van zo'n 0,6 meter. De grootste moliceiro's konden echter iets langer dan 15 meter zijn. Moliceiro's hadden één mast met een sprietzeil. De bemanning bestond meestal uit twee mannen.
Naast het herzamelen van de algen, zorgden moliceiro's ook voor het vervoer van de (wijn)vaten en landbouwproducten. Moliceiro's voeren voornamelijk op de rivieren Taag en Douro, maar ook op andere Portugese rivieren en kanalen.